# Polyrhachis eremita
Polyrhachis eremita é uma espécie de formiga do gênero Polyrhachis, pertencente à subfamília Formicinae.